# Полапски језик
Полапски језик (ISO 639-3: ) је изумрли језик Полапских Словена који су некада насељавали простор сјевероисточне Њемачке. Био је у употреби све до 18. вијека, када је под притиском снажне германизације у потпуности замијењен њемачким језиком. Познат је само по споменицима из 17. и 18. вијека. До данас је сачувано око 2800 ријечи, а последња особа која је говорила овај језик умрла је 1756. године. Спада у групу лехитских језика, а сродни су му пољски, кашупски и шлески језик.